# 7835 Myroncope
7835 Myroncope este un asteroid din centura principală, descoperit pe 16 iunie 1993, de Timothy Spahr.